# سيسيل ديويت
سيسيل ديويت (بالفرنسية: Cécile DeWitt-Morette)‏‏ (21 ديسمبر 1922 - 8 مايو 2017) هي فيزيائية، ورياضياتية من فرنسا . ولدت في باريس . أسست مدرسة صيفية في ليز أوش جبال الألب الفرنسية، تقديرًا لذلك ولمنشوراتها، حصلت على وسام جوقة الشرف الفرنسي من الجمعية الأمريكية لعام 2007 «للإنجاز المتميز». وأكثر من عشرين فردًا من الذين حضروا المدرسة الصيفية نالوا فيما بعد جائزة نوبل، بمن فيهم بيير جيل دي جين، وجورج تشارباك، وكلود كوهين تانودجي، الذين أظهروا العرفان بالفضل للمدرسة لمساعدتهم في نجاحهم.

## السيرة الذاتية
ولدت سيسيل موريت في عام 1922 وترعرعت في نورماندي، حيث حصلت في عام 1943 على البكالوريوس في العلوم من جامعة كاين .
على الرغم من رغبتها الأصلية في أن تصبح جراحةً، أكملت دراستها في الرياضيات والفيزياء والكيمياء بسبب محدودية فرصها في الالتحاق بكلية الطب في فرنسا خلال الحرب العالمية الثانية.
بعد حصولها على درجة البكالوريوس، التحقت موريت بجامعة باريس، حيث كانت تدرس عندما قُتلت والدتها وشقيقتها وجدتها بشكل مأساوي في تفجير الحلفاء في كاين لدعم عمليات الإنزال في يوم النصر. في عام 1944، وبينما كانت لا تزال تعمل على إتمام الدكتوراه في جامعة باريس، شغلت موريت وظيفة في المركز الوطني للبحوث العلمية، تحت إشراف فريدريك جوليو كوري. أكملت موريت رسالة الدكتوراه  )في إنتاج الميزونات بالصدم بين النويات) في عام 1947.
في عام 1948 دُعيت إلى معهد الدراسات المتقدمة في برينستون، نيو جيرسي من قبل روبرت أوبنهايمر، الذي أصبح حينها مدير المعهد. أثناء وجودها هناك، أصبحت مهتمة بطريقة ريتشارد فاينمان في التكامل الخطي للحسابات في ميكانيكا الكم، وعملت على جعل هذا المنهج دقيقًا، ما أدى في النهاية إلى استخدام مخططات فاينمان والرياضيات الخاصة بها في تطبيقات واسعة.  التقت بزوجها المستقبلي ومعاونها العلمي، الفيزيائي الأمريكي برايس ديويت أثناء وجوده في معهد العلوم المتقدمة؛ تزوجا في عام 1951، وأنجبا أربعة أطفال.
لتنشيط البحوث الفرنسية في الرياضيات والفيزياء في أعقاب الحرب، أنشأت ديويت موريت مدرسة صيفية في  ليز أوش في جبال الألب الفرنسية  في عام 1951. وتحكي ديويت موريت قصصًا عن كيفية حصولها على التمويل عن طريق الخداع في مكتب أحد الوزراء، وإقناع زملائها الذكور بدعم الفكرة من خلال التظاهر بأن الفكرة كانت لهم.
أدارت موريت هذه المدرسة لمدة 22 عامًا. تمكنت المدرسة من إدراج عشرين طالبًا سابقًا أو محاضرًا في المدرسة ممن حازوا فيما بعد على جائزة نوبل. واحد من الفائزين بميدالية فيلدز وجه الفضل إلى المدرسة الصيفية كونها المسؤولة عن مسيرته المهنية في الرياضيات.  الحائزين على جائزة نوبل: بيير دي جين، جورج شارباك، وكلود كوهين تنودجي جميعهم أظهروا العرفان بالجميل للمدرسة لمساعدتها في نجاحهم. في عام 1958، مَوّل الناتو سلسلة من مراكز الدراسات المتقدمة التي كانت تعتمد في التمويل على مدرسة موريت الصيفية.
توفي برايس ديويت في عام 2004 بسبب السرطان. في عام 2007، حصلت ديويت موريت على وسام جوقة الشرف الفرنسية من الجمعية الأمريكية لعام 2007 عن الإنجاز المتميز في نيويورك. وأصبحت أستاذة فخرية للفيزياء في منصب «الذكرى المئوية لجين ورولاند بلومبيرج» في جامعة تكساس في أوستن.

## العمل
في عام 1953، اتصل أمين مؤسسة أبحاث الجاذبية غير العادية، أندرو بانسون برايس ديويت مقدمًا اقتراحًا بتمويل معهد أبحاث الجاذبية. تمت الموافقة على المقترح باسم «معهد الفيزياء الميدانية»، وأُسس في عام 1956 في جامعة نورث كارولينا في تشابل هيل تحت إشراف برايس وموريت.
في عام 1958، دعت سيسيل دويت موريت ليون موتشان لرؤية معهد الدراسات المتقدمة في الولايات المتحدة الأمريكية  فأُلهم ليون موتشان لإنشاء معهد مكرس للبحث الأساسي في ثلاثة مجالات: الرياضيات، والفيزياء النظرية، ومنهجية العلوم الإنسانية، وقام فيما بعد بإنشاء معهد الدراسات العلمية المتقدمة.

### اختبار النسبية العامة
في عام 1972، قادت موريت وزوجها رحلة استكشافية إلى موريتانيا للتأكد من أن الضوء ينحرف متماشيًا مع نظرية النسبية العامة.  أُجريت القياسات خلال الكسوف الشمسي هناك. أكدت مقارنة الصور مع الصور التي أُجريت بعد ستة أشهر أن النتائج تتوافق مع النظرية، انحنى الضوء بالفعل عند المرور بأجسام ضخمة. التحقت موريت وزوجها بكلية جامعة تكساس في عام 1972. بدأت العمل بشكل متزايد في الفيزياء بدلاً من الرياضيات، وأصبحت أستاذة في عام 1985.

## الجوائز
في عام 2007، حصلت البروفيسور سيسيل ديويت موريت على جائزة الجمعية الأمريكية لجوقة الشرف الفرنسية لعام 2007 للإنجاز المتميز في نيويورك. كانت آنذاك أستاذة فخرية للفيزياء في منصب «الذكرى المئوية لجين ورولاند بلومبيرج» في جامعة تكساس في أوستن.

## الأعمال المختارة
- الطاقة الذرية، دي جيجورد، باريس (1946).
- سي موريت وإتش دبليو بينغ، نيتشر 160 (1947).
- جسيمات عنصرية، هيرمان، باريس (1951).
- الثقوب السوداء (سيسيل ديويت موريت، برايس سيليجمان ديويت)  (1973).
- (مع واي. تشوكيه بروات وم.ديلارد بليك)، التحليل والمنوعات Manifolds والفيزياء (1977).[18]
- تقانة المعلومات للجدات الذكيات (1987).[19]
- (مع واي. تشوكيه بروات) التحليل والمنوعات Manifolds والفيزياء الجزء الثاني . (1989)
- نظرية مجال الكم: المنظور والمستقبل (سيسيل ديويت موريت، جان برنارد زوبر.
- (مع ب. كارتييه) التكامل الوظيفي، العمل والتناظر (2006).[9]